# Alessandro Orlando
Alessandro Orlando (* 1. června 1970, Udine, Itálie) je bývalý italský fotbalista. Patří mezi 6 hráčů co vyhráli Italský titul s dvěma jinými kluby po sobě.

## Statistika
| Klub            | Sezóna  | Liga   | Liga | Pohár  | Pohár | LM či EL | LM či EL | celkem | celkem |
| Klub            | Sezóna  | Zápasy | Góly | Zápasy | Góly  | Zápasy   | Góly     | Zápasy | Góly   |
| --------------- | ------- | ------ | ---- | ------ | ----- | -------- | -------- | ------ | ------ |
| Udinese Calcio  | 1987/88 | 2      | 0    | ?      | ?     | ?        | ?        | ?      | ?      |
| Udinese Calcio  | 1988/89 | 1      | 0    | ?      | ?     | ?        | ?        | ?      | ?      |
| AC Parma        | 1989/90 | 13     | 1    | ?      | ?     | ?        | ?        | ?      | ?      |
| Udinese Calcio  | 1990/91 | 30     | 0    | ?      | ?     | ?        | ?        | ?      | ?      |
| Sampdoria Janov | 1991/92 | 14     | 1    | ?      | ?     | ?        | ?        | ?      | ?      |
| Udinese Calcio  | 1992/93 | 29     | 0    | ?      | ?     | ?        | ?        | ?      | ?      |
| AC Milan        | 1993/94 | 13     | 0    | 3      | 1     | 5        | 1        | 22     | 2      |
| AC Milan        | 1994    | 2      | 0    | 1      | 0     | 1        | 0        | 5      | 0      |
| Juventus Turin  | 1994/95 | 13     | 0    | 5      | 0     | 0        | 0        | 18     | 0      |
| AC Fiorentina   | 1995/96 | 7      | 0    | ?      | ?     | ?        | ?        | ?      | ?      |
| Udinese Calcio  | 1996/97 | 22     | 0    | ?      | ?     | ?        | ?        | ?      | ?      |
| Udinese Calcio  | 1997/98 | 2      | 0    | ?      | ?     | ?        | ?        | ?      | ?      |
| FC Treviso      | 1998/99 | 25     | 5    | ?      | ?     | ?        | ?        | ?      | ?      |
| FC Treviso      | 1999/00 | 25     | 0    | ?      | ?     | ?        | ?        | ?      | ?      |
| Cagliari Calcio | 2000/01 | 8      | 0    | ?      | ?     | ?        | ?        | ?      | ?      |
| Calcio Padova   | 2001/02 | 17     | 0    | ?      | ?     | ?        | ?        | ?      | ?      |
| Calcio Padova   | 2002/03 | 25     | 0    | ?      | ?     | ?        | ?        | ?      | ?      |
| Calcio Padova   | Celkově | 248    | 7    | ?      | ?     | ?        | ?        | ?      | ?      |

## Úspěchy

### Klubové
- 1× vítěz italské ligy (1993/94, 1994/95)
- 2× vítěz italského poháru (1994/95, 1995/96)
- 2× vítěz italského superpoháru (1991, 1993)
- 1× vítěz Ligy mistrů (1993/94)

### Reprezentace
- 1× na OH (1992)